# Валдиз-Кордова
Валдиз-Кордова (англ. Valdez–Cordova Census Area) — бывшая зона переписи населения на Аляске (США).

## География
Валдиз-Кордова расположена в юго-восточной части штата, с востока граничит с Канадой, с севера и запада — с другими зонами переписи населения и боро Аляски, с юга омывается водами залива Аляска. Является частью неорганизованного боро, и поэтому не имеет административного центра.

Площадь зоны — 104 110 км², из которых 15 200 км² (ок. 14,6 %) занимают открытые водные пространства, а плотность населения составляет 0,11 чел/км².
Своё название зона получила в честь двух крупнейших городов своей территории — Валдиза и Кордовы.

## Демография
По переписи 2010 года в Валдиз-Кордове проживали 9636 человек (в 2000 году — 10 195 человек). По оценке 2017 года в Валдиз-Кордове проживали 9278 человек. В Валдиз-Кордове всего три города (city; в нижеследующем списке они помечены звёздочкой *), остальные более-менее крупные населённые пункты имеют статус статистически обособленная местность.
Крупные населённые пункты (по убыванию численности)
- Валдиз* — 3976
- Кордова* — 2239
- Гленналлен — 483
- Кенни-Лейк — 355
- Коппер-Сентер — 328
- Тазлина — 297
- Уиттиер* — 220
- Гакона — 218
- Уиллоу-Крик — 191
- Коппервилл — 179
- Слана — 147
- Читина — 126
- Гулкана — 119
- Силвер-Спрингс — 114
- Ментаста-Лейк — 112
- Чисточина — 93
- Татитлек — 88
- Тонсина — 78
- Ченега — 76
- Нелчина — 59
- Паксон — 40
- Менделтна — 39
- Толсона — 30
- Маккарти — 28

Расовый состав
- белые — 75,9 %
- эскимосы — 13,3 %
- азиаты — 3,5 %
- афроамериканцы — 0,3 %

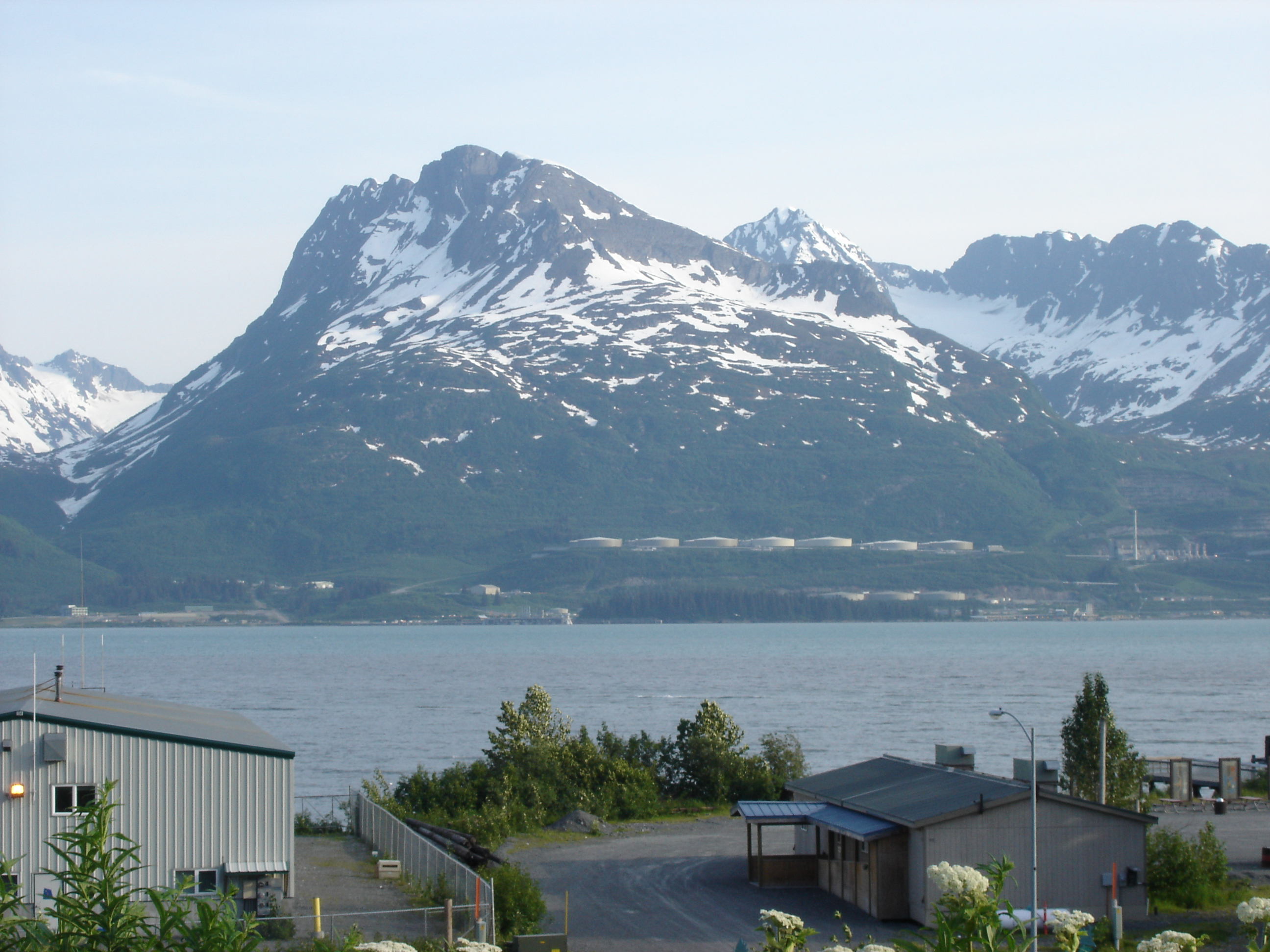
Валдиз — крупнейший город Валдиз-Кордовы

- уроженцы тихоокеанских островов — 0,3 %
- прочие расы — 1,1 %
- две и более расы — 5,6 %
- латиноамериканцы (любой расы) — 2,8 %

В качестве домашнего языка общения 2,3 % жителей используют испанский, 2,3 % — тагальский, 0,8 % — атабаскский.

## Достопримечательности
- Аляскинский морской национальный заповедник (частично на территории)
- Национальный лес Чугач (частично)
- Национальный резерват дикой природы Тетлин (частично)
- Национальный парк и заказник Рангел-Сент-Элайас (частично)